# Vladimir Yesheyev
Vladimir Nikolayevich Yesheyev (Krai de Zabaykalsky, 7 de maio de 1958) é um arqueiro russo, medalhista olímpico.

## Carreira
Vladimir Yesheyev representou seu país nos Jogos Olímpicos em 1980, 1988 e 1992, ganhando a medalha de bronze no individual em 1988. 